# Kevelaer
Kevelaer (pronunciación en alemán: /ˈkeːvəlaːɐ̯/ⓘ) es un municipio situado en el distrito de Cléveris, en el estado federado de Renania del Norte-Westfalia (Alemania), con una población a finales de 2016 de unos 28 287 habitantes.
Se encuentra ubicado al noroeste del estado, en la región de Düsseldorf, cerca de la orilla del río Rin y de la frontera con Países Bajos.

## Historia
Parte del Ducado de Gueldres, formó parte de los Países Bajos Españoles, hasta su conquista por las tropas prusianas en 1701. 